# تونگلا کنگا (بوتان)
تونگلا کنگا (به لاتین: Tongla Kenga) یک منطقهٔ مسکونی در بوتان است که در Mongar District واقع شده‌است.